# Conhecimento do Inferno
Conhecimento do Inferno é o terceiro romance de António Lobo Antunes, publicado originalmente pela Vega em 1980.
Um psiquiatra viaja sozinho de carro do Algarve em direcção à praia das maçãs, perto da vila de Sintra e, através de flashbacks sucessivos, recorda as suas vivências em Angola, onde esteve durante a descolonização, e no Hospital Miguel Bombarda, onde exerce psiquiatria. É talvez o livro mais autobiográfico do autor.